# Sant’Agapito
Sant’Agapito község (comune) Olaszország Molise régiójában, Isernia megyében.

## Fekvése
A megye déli részén fekszik. Határai: Isernia, Longano, Macchia d’Isernia és Monteroduni.

## Története
A település nevét Szent Agapitus mártír után kapta, akinek temploma körül kialakult. A 19. század elején nyerte el önállóságát, amikor a Nápolyi Királyságban felszámolták a feudalizmust. 1928 és 1934 között Isernia része volt.

## Népessége
A népesség számának alakulása:

## Főbb látnivalói
- Palazzo Caracciolo
- San Nicola di Bari-templom
- Madonna dell’Olmeto-templom
- Santa Maria Bambina-templom